# Varga Csaba (matematikus)

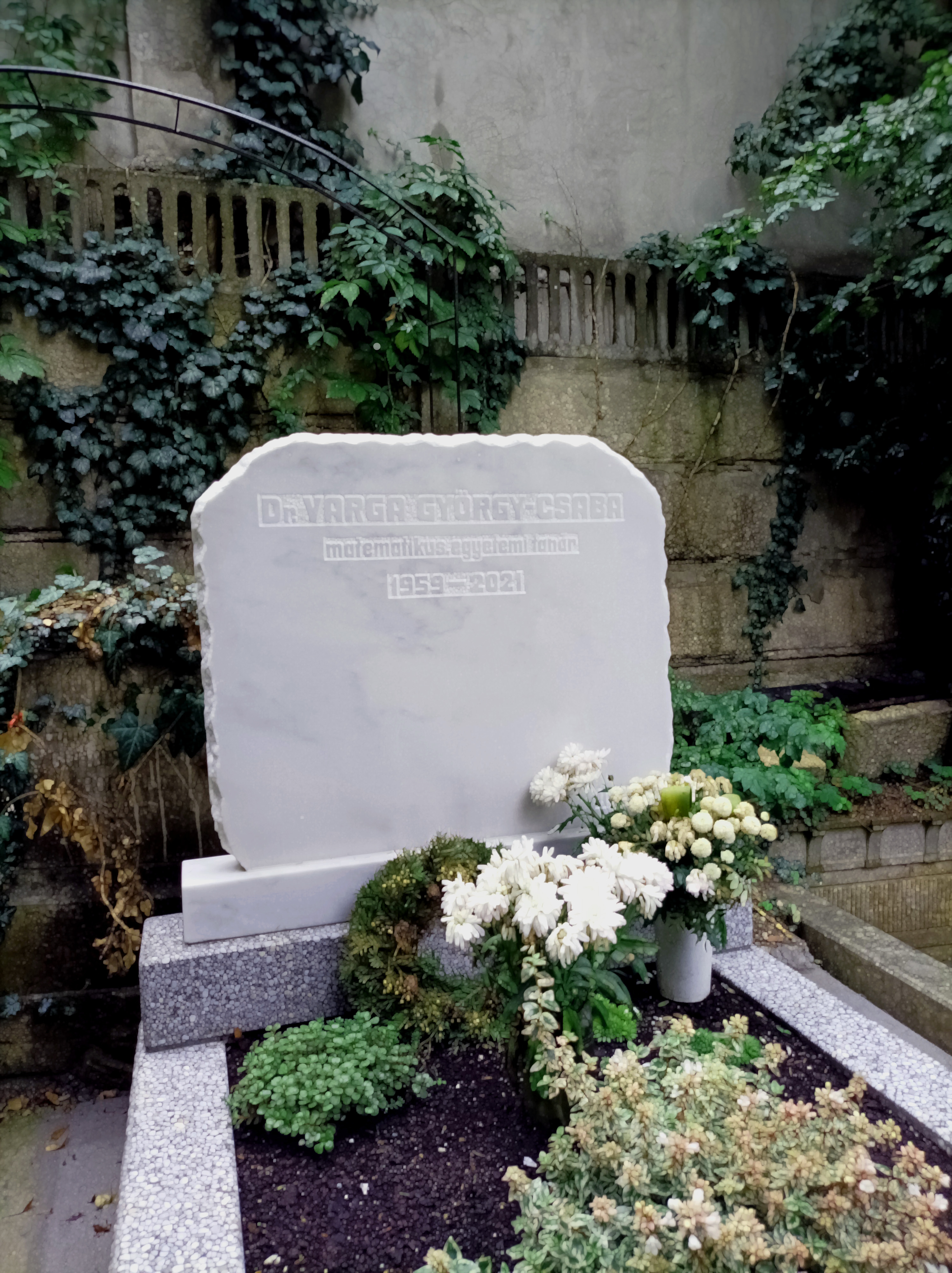
Sírja a Házsongárdi temetőben

Varga György Csaba (Gyulakuta, 1959. február 5. – Kolozsvár, 2021. augusztus 16.) erdélyi magyar matematikus, egyetemi tanár, Varga Ibolya férje.

## Életpályája
Segesváron érettségizett, majd 1983-ban matematika szakot végzett a kolozsvári Babeș–Bolyai Tudományegyetemen. 1983 és 1990 között matematikatanár Besztercén. 1990-től a Babeş–Bolyai Tudományegyetem matematika és informatika karán tanít, tanársegéd (1990), adjunktus (1991), docens (1998), egyetemi tanár (2005). 1996-ban doktorált a kolozsvári egyetemen Topológiai módszerek az optimalizálás elméletében című dolgozatával. 1996–1998 között dékánhelyettes a matematika és informatika karon.
2022-ben megkapta a Magyar Tudományos Akadémia Arany János-érmét (posztumusz).

## Munkássága
Szakterületei: Riemann–Finsler-geometria, kritikus pontok elmélete, parciális differenciálegyenletek.

### Könyvei
- A. Kristály, V. Radulescu, Cs. Varga: Variational Principles in Mathematical Physics, Geometry, and Economics, Cambridge University Press, Cambridge (2010)
- Cs. Varga: Metode topologice în calcul variaţional, Casa Cărţii de Ştiinţă, Cluj-Napoca, 2005, p. 250, ISBN 973-686-702-1
- A Kristály, Cs. Varga, An introduction to critical point theory for non-smooth functions, Casa Cărţii de Ştiinţă, Cluj-Napoca, 2004, pp. 232, ISBN 973-686-604-1
- Mezei Ildikó, Varga Csaba: Analitikus mértan, Kolozsvári Egyetemi Kiadó (egyetemi jegyzet) 2010

### Válogatott cikkei
- Brigitte E. Breckner, Vicentiu Rădulescu, Csaba Varga: Infinitely many solutions for the Dirichlet problem on the Sierpinski gasket, Analysis and Applications, Vol. 9, No. 3 (2011) 235–248.
- Dušan Repovš, Csaba Varga: A Nash type solution for hemivariational inequality systems, Nonlinear Analysis 74 (2011) 5585–5590.
- Brigitte Breckner, Csaba Varga: Infinitely many solutions for a class of systems of differential inclusions, Proceedings of the Edinburgh Mathematical Society (2011) 54, 9–23.
- Hannelore Lisei, Andrea Éva Molnár, Csaba Varga: On a class of inequality problems with lack of compactness, Journal of Mathematical Analysis and Applications Volume 378, Issue 2, 15 June 2011, Pages 741–748.
- Hannelore Lisei, Csaba Varga: Multiple Solutions for Gradient Elliptic Systems with Nonsmooth Boundary Conditions, Mediterr. J. Math. 8 (2011), 69–79.
- F. Faraci, A. Iannizzotto, Cs. Varga: Infinitely many bounded solutions for the p-Laplacian with nonlinear boundary condition, Monatshefte für Mathematik, Volume 163, Number 1(2011), 25–38.
- Monica Bota, Andrea Molnár, Csaba Varga: On Ekeland’s variational principle in b-metric spaces, Fixed Point Theory, 12 (2011), No. 2, 21–28.
- Brigitte E. Breckner, Dusan Repovs, Csaba Varga: On the existence of three solutions for the Dirichlet problem on the Sierpinski gasket, Nonlinear Analysis 73 (2010) 2980–2990.
- Alexandru Kristály, Nikolaos S. Papageorgiu, Csaba Varga: Multiple solutions for a class of Neumann elliptic problems on compact Riemannian manifolds, Canadian Mathematical Bulletin, 53(2010), 674–683.
- Alexandru Kristály, Waclaw Marzantowicz, Csaba Varga: A non-smooth three critical points theorem with applications in differential inclusions, Journal of Global Optimization, Vol. 46, Issue 1 (2010),49–62.
- Hannelore Lisei, Csaba Varga: Multiple solutions for a differential inclusion problem with nonhomogeneous boundary conditions, Numerical Functional Analysis and Optimization, 30 (5–6) (2009), 566–581.
- Alexandru Kristály, Csaba Varga: Multiple solutions for a degenerate elliptic equation involving sublinear terms at infinity, Journal of Mathematical Anal. Appl. 352 (2009), 139–148.
- Brigitte E. Breckner, Alexandru Horváth, Csaba Varga: A multiplicity result for a special class of gradient- type systems with non-differentiable term, Nonlinear Analysis TMA, 70 (2009) 6006–6020.
- Hannelore Lisei, Gheorghe Moroşanu, Csaba Varga: Multiplicity Results for Double Eigenvalue Problems Involving the p-Laplacian, Taiwanese Journal of Mathematics, 13. No.3 (2009), 1095–1110.